# Trekanttal
Trekanttal er tal, der indgår i talfølgen 
1, 3, 6, 10, 15, 21, 28, 36, 45, 55, 66, 78, 91, 105, 120, 136, 153, 171, 190, 210, 231, 253, 276, 300, 325, 351, 378, 406, 435, 465, 496, 528, 561, 595, 630, 666 ...
– altså således at det første trekanttal er 1, det andet er 1+2, det tredje er 1+2+3 og så videre.
Man kan beregne det {\displaystyle n}'te tal i rækken, {\displaystyle T_{n}}, ved hjælp af formlen
{\displaystyle T_{n}=1+2+3+\ldots +n={\frac {n\cdot (n+1)}{2}}}
hvilket er et specialtilfælde af formlen for summen af en differensrække (aritmetisk række).
Summen af to på hinanden følgende trekanttal er et kvadrattal.
Trekanttal hedder således fordi {\displaystyle T_{n}} objekter kan placeres i en trekantet figur som det ses til højre. For eksempel er der 10 kegler i bowling, og 15 baller i almindelig pool. Se også figurtal.
Det er muligt for et tal på én gang at være trekanttal og kvadrattal. Der er uendeligt mange tal der har begge disse egenskaber:
- 1, 36, 1225, 41616, 1413721, …

I 1796 beviste Carl Friedrich Gauss at ethvert positivt tal kan skrives som en sum af højst 3 trekanttal. Det er et specialtilfælde af Fermats polygontals teorem.[kilde mangler]
Gauss indsigt er forbipasserende nævnt i Daniel Kehlmanns roman Opmålingen af verden fra 2004 hvor det i Niels Brunse danske oversættelse hedder "Men inden han fik tænkt videre over det, begreb han, hvordan ethvert tal kunne fremstilles som summen af tre trekantstal".

## Ekstern henvisning
- Følge A000217 i On-Line Encyclopedia of Integer Sequences

| Matematik | Spire Denne artikel om matematik er en spire som bør udbygges. Du er velkommen til at hjælpe Wikipedia ved at udvide den. |